# Maquoketa
Maquoketa är en stad (city) i den amerikanska delstaten Iowa med en yta av 9 km² och en folkmängd, som uppgår till 6 025 invånare (2005). Maquoketa är huvudorten i Jackson County, Iowa.

## Kända personer från Maquoketa
- Norris Brown, senator för Nebraska 1907-1913
- George Ryan, guvernör i Illinois 1999-2003